# 趙塤
趙塤（1489年—？），字平仲，浙江紹興府餘姚縣人，竈籍，明朝政治人物。

## 生平
正德十一年（1516年）丙子科浙江鄉試第八十四名舉人。嘉靖八年（1529年）中式己丑科會試第一百六十六名，登第三甲第五十六名進士。授桐城縣知縣，升肇慶府同知，降亳州同知。

## 家族
曾祖趙景衡；祖父趙玫；父趙昺，母魯氏。永感下。

## 延伸阅读
[在维基数据编辑]
 《明史卷二百八十五》，出自《明史》

| 官衔          | 官衔                          | 官衔          |
| ------------- | ----------------------------- | ------------- |
| 前任： 鄺濤   | 明朝桐城縣知縣 1530年－1533年 | 繼任： 郭衛民 |
| 前任： 林允宗 | 明朝肇慶府同知 嘉靖年間       | 繼任： 曾樂   |